# N-D-S 72 Můstek
N-D-S 72 Můstek je tvrzový pěchotní srub oboustranný. Byl postaven ve IV. stupni odolnosti, je součástí tvrze Dobrošov. Pro objekt se počítalo s posádkou 40 mužů. Objekt je vybudován na nejvyšší kótě v okolí. A právě kvůli umístění se pro srub počítalo s dělostřeleckým pozorovacím zvonem pro potřeby hlavně N-D-S 74 Maliňák. Do září roku 1938 sem, stejně jako na ostatní sruby tvrze Dobrošov, nebyly nainstalovány zvony ani kopule.

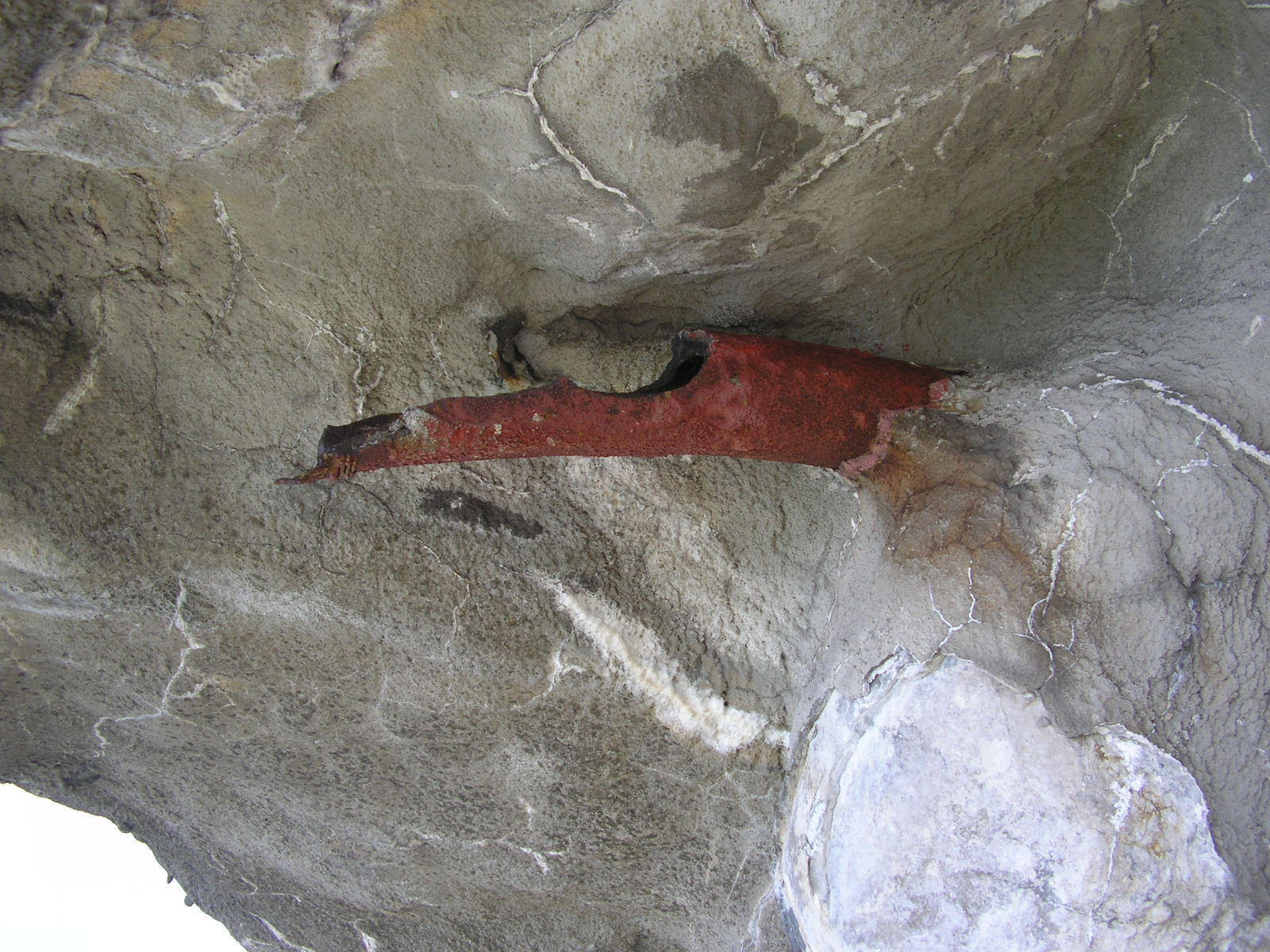
Zbytek reaktivní střely Röchling

Během okupace byly vytrženy střílny hlavních zbraní a v roce 1943 proběhlo cvičné postřelování speciálními střelami Röchling. Zbytek jednoho zaseknutého Röchlingu je k vidění v týlové stěně. Dnes je srub součástí muzea čs. opevnění a na jeho střeše končí trasa prohlídky.

## Výzbroj
směrem k Náchodu (levá strana)
- L1
- M
- pancíř ZP-2, ZN 3-3

směrem k Čermné (pravá strana)
- L1
- pancíř ZN 3-4, KM 3-1

další výzbroj
- 2 N
- 3 granátové skluzy

## Přístup
- od muzejního parkoviště nad Dobrošovem asi 200 metrů po polní cestě a od srubu N-D-S 75 Zelený doprava po louce

## Okolní objekty
N-D-S 75 Zelený

N-D-S 73 Jeřáb

N-S 78 Polsko